# O Filho da Prostituta
O Filho da Prostituta (relançado posteriormente como Aberrações de uma Prostituta) é um filme brasileiro lançado em 1981 escrito e dirigido pelo cineasta Francisco Cavalcanti.

## Sinopse
O filme conta a história de dois gêmeos filhos da prostituta Linda (Dalma Ribas) com o rico Clóvis (João Paulo Ramalho). Criado pelo pai, Márcio se torna o herdeiro de uma grande fortuna. Já o irmão pobre se torna bandido e tenta se vingar do irmão rico. 

## Produção
Foi produzido em Avaré, após o sucesso de O Porão das Condenadas (1979). Segundo o diretor, o filme se chamaria Mulher Provocante, o que não foi aprovado pelo exibidor. O filme marcou a estreia de Zilda Mayo nos filmes de Cavalcanti.

## Estreia
Estreou em São Paulo no dia 29 de junho de 1981, no Cine Premier. Foi distribuído pela Severiano Ribeiro no Rio de Janeiro, garantindo exibição em vários bairros da capital e em Niterói. Foi exibido em Caxias do Sul no cine Guarani. Há registro de exibição em Brasília no ano de 1983.

## Recepção
O jornal O Globo chamou o filme de "irreal, artificial e postiço", afirmando que é dotado de um "primarismo cinematográfico encontrável entre os piores exemplares do cinema nacional. Já o Luta Democrática disse que o filme é "uma transa muito louca, que ninguém sabe se é policial ou pornô". Por sua vez, o jornal O Pioneiro chama o longa de "piada cinematográfica" com um "sem-fim de artistas de baixo nível".
O Filho da Prostituta marcou o fim da fase rural de Francisco Cavalcanti. Embora não tenha feito o mesmo público que os anteriores, o filme teve êxito e conseguiu se pagar.

## Relançamento posterior
O Filho da Prostituta foi relançado em 1988, já na fase dos filmes de sexo explícito da Boca do Lixo. O longa teve acréscimos de cenas pornográficas, chegando aos cinemas paulistas em junho daquele ano com o título de Aberrações de uma Prostituta. A exibição seguiu em circuito limitado até 1992.

## Elenco
- Francisco Cavalcanti
- Zilda Mayo
- Jofre Soares
- Heitor Gaiotti
- João Paulo Ramalho
- Ruy Leal
- Lírio Bertelli
- Henrique Guedes
- Denise Ongarelli